# Paul Kelly (Schauspieler)

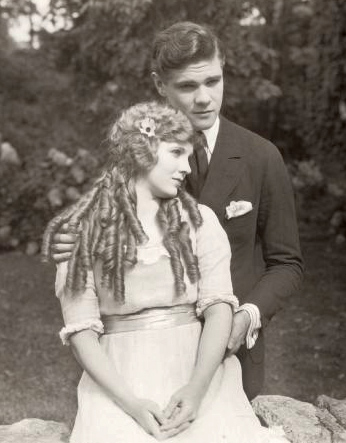
Paul Kelly mit Mary Miles Minter auf einem Foto für den Film Anne of Green Gables (1919)

Paul Michael Kelly (* 9. August 1899 in Brooklyn, New York City, New York; † 6. November 1956 in Beverly Hills, Kalifornien) war ein US-amerikanischer Film- und Theaterschauspieler.

## Leben
Paul Kelly war bereits mit sieben Jahren als Kinderschauspieler in Stummfilmen tätig. Er konnte auch im Erwachsenenalter seine Karriere fortsetzen und spielte bis zu seinem Tod in insgesamt über einhundert Filmen mit. Zwischen 1927 und 1929 saß er eine 25-monatige Haftstrafe wegen Totschlags im kalifornischen Gefängnis San Quentin ab. Er hatte den Schauspieler Ray Raymond in einem Faustkampf getötet. Raymonds Witwe Dorothy MacKaye war für kurze Zeit wegen Mittäterschaft inhaftiert. Sie heiratete Kelly 1931, die Ehe hielt bis zu ihrem Tod 1940 bei einem Autounfall. Von 1941 bis zu seinem Tod war Kelly mit Mardelle Zwicker verheiratet.
Nach seiner Haftstrafe nahm Hollywood den Schauspieler Ende der 1930er-Jahre wieder als Charakterdarsteller in größeren Nebenrollen auf. Außerdem spielte er regelmäßig am Theater, unter anderem am Broadway in einigen Produktionen. Kelly starb an einem Herzinfarkt im Jahre 1956 im Alter von 57 Jahren. Er ist auf dem Holy Cross Cemetery in Culver City (Kalifornien) begraben.

## Auszeichnungen
Kelly erhielt 1948 den Tony Award als Bester Hauptdarsteller für Command Decision. Diesen Preis teilte er sich mit Henry Fonda für Keine Zeit für Heldentum (Mister Roberts) und Basil Rathbone für The Heiress.

## Filmografie (Auswahl)
- 1911: Jimmie’s Job (Kurzfilm)
- 1912: A Juvenile Love Affair (Kurzfilm)
- 1914: A Good Little Devil
- 1914: Eine Bärenkur (Kill or Cure, Kurzfilm)
- 1919: Fit to Win
- 1919: Anne of Green Gables
- 1921: The Great Adventure
- 1927: Eddie, der Postillion der Liebe (Special Delivery)
- 1927: Slide, Kelly, Slide
- 1935: Herr Sherlock und Frau Holmes (Star of Midnight)
- 1936: Hände hoch! (The Country Beyond)
- 1936: Verbrecherjagd (Murder with Pictures)
- 1937: Seekadetten (Navy Blue and Gold)
- 1938: Juvenile Court
- 1939: 6,000 Enemies
- 1939: Die wilden Zwanziger (The Roaring Twenties)
- 1939: Zwölf Monate Bewährungsfrist (Invisible Stripes)
- 1940: The Howards of Virginia
- 1940: Flight Command
- 1941: Mädchen im Rampenlicht (Ziegfeld Girl)
- 1942: Tarzans Abenteuer in New York (Tarzan’s New York Adventure)
- 1942: Unternehmen Tigersprung (Flying Tigers)
- 1943: Der Weidekrieg (The Man from Music Mountain)
- 1944: Dr. Wassells Flucht aus Java (The Story of Dr. Wassell)
- 1944: Dead Man’s Eyes
- 1945: Ein Mann der Tat (San Antonio)
- 1946: Angst in der Nacht (Fear in the Night)
- 1947: Im Kreuzfeuer (Crossfire)
- 1949: Strafsache Thelma Jordon (The File on Thelma Jordon)
- 1949: Side Street
- 1950: Die schwarze Lawine (The Secret Fury)
- 1950: Revolverlady (Frenchie)
- 1951: Lassie und die Goldgräber (The Painted Hills)
- 1952: Gegenspionage (Springfield Rifle)
- 1953: Mündungsfeuer (Gunsmoke)
- 1953: Explosion in Nevada (Split Second)
- 1954: Es wird immer wieder Tag (The High and the Mighty)
- 1954: Männer, Mädchen und Motoren (Johnny Dark)
- 1955: Der Schläger von Chicago (The Square Jungle)
- 1955: Atomic Energy as a Force for Good (Kurzfilm)
- 1956: Storm Center
- 1957: Steig aus bei 43000 (Bailout at 43,000)